# Tina Superbruixa: Nova aventura d'hivern
Tina Superbruixa: Nova aventura d'hivern o Kika Superbruixa: Nova aventura d'hivern (originalment en alemany, Hexe Lillis eingesacktes Weihnachtsfest) és una pel·lícula alemanya de 2017 dirigida per Wolfgang Groos. S'ha doblat al català, amb el nom de Tina Superbruixa en català oriental i Kika Superbruixa en valencià.

## Repartiment
- Hedda Erlebach: Tina
- Jürgen Vogel: Knecht Ruprecht
- Anja Kling: Lillis Mutter
- Neil Malik Abdullah: Halit
- Christoph Bittenauer: agent de seguretat 1
- Michel Komzak: agent de seguretat 2
- Gerti Drassl: Srta. Schnabel
- Maresa Hörbiger: àvia
- Claudio Magno: Leon
- Maurizio Magno: comte Tetrich
- Julian Preiss: comte Tetrich (de jove)
- Michael Mittermeier: Hektor (veu)
- Aleyna Obid: Layla
- Valentina Repetto: mare de Layla Devrim
- Christopher Schärf: Reipolt